# Ruchovci
Ruchovci – auch škola národní (Nationalschule) genannt – war eine Gruppierung tschechischer Dichter um den Almanach Ruch. Ruch wurde 1868 anlässlich der Grundsteinlegung des Nationaltheaters Prag erstmals publiziert.
Die Mitglieder beschäftigten sich mit aktuellen nationalen und sozialen Problemen und kämpften für die Befreiung der tschechischen Literatur von fremden Einflüssen. Zu den Zielen zählten auch die Unterstützung des Patriotismus des Slawismus und die Hervorhebung der Bedeutung der tschechischen Geschichte und des Landlebens.
Zu ihren Verdiensten gehört die Wiederentdeckung alter Volkslieder und des Nationalepos. Sie suchten daneben auch die Nähe zur slowakischen Bewegung. In der Poesie, meist patriotisch und politisch angehaucht, verwandten sie eigenständige rhetorische Verse, der Dichter trat dabei als Tribun seines Volkes auf.

## Bedeutende Persönlichkeiten
- Eliška Krásnohorská
- Svatopluk Čech
- Ladislav Quis
- Josef Václav Sládek (zu Beginn)